# Pomníčky okresu Trutnov
V okrese Trutnov se nachází mnoho pomníčků – drobných památek.

## Historický vývoj území
Třetina území okresu leží v Krkonoších. Tato dispozice významně ovlivňovala rozvoj měst a obcí, jejich hospodářský, společenský i duchovní život. Severní hranice okresu od konce 2. světové války sdílíme s Polskem. V Polsku po válce došlo změně státních známé jako Linie Odra-Nisa. Tak jako z našeho pohraničí, tak i v sousedící části Polska došlo k odsunu Němců. Pohraniční oblasti obou stran hranic byly postupně nově osídlovány. U nás to trvalo více než dvacet let. Zranění obcí a krajiny jsou patrná doposud.  Noví usedlíci po roce 1946 nenalezli vztah k památkám s náboženským tématem. Staří vymřeli nebo byli odsunuti.
Od roku 2000 obce počaly drobným památkám věnovat pozornost. Řada pomníčků přišla v minulých letech přičiněním nenechavých lidí o ozdoby, nebo byly ukradeny zcela. V terénu mezi poli a loukami lze narazit na památky podél starých zaniklých zemských stezek a cest, na zaniklých poutních a obchodních cestách nebo po narovnání starých silnic v jejích odkloněné části.
Početní nárůst památek souvisí s doosídlováním a se společenským životem, společenským zřízením, zemědělským a průmyslovým rozvojem našeho regionu. Z období feudalismu se dochovalo jen nepatrně památek. Důvod je prostý, mezi širší vrstvou obyvatel nebyly podmínky pro jejich vznik. O jejich zbudování se starali majitelé panství,velká města a kláštery. Až v období po zrušení nevolnictví, získání výrobních prostředků novými vrstvami obyvatel a tím vytvoření početnější základny movitější části občanů můžeme sledovat početní nárůst památek v obcích a městech, na hřbitovech v lukách a polích.

## Materiál a dílo
Nejčastějším zhotoveným dílem byl kříž. Jeho podstavce bývají zdobeny reliéfy světeců, patronů nebo donátorů. Mezi sochami je nejpočetněji zastoupen sv. Jan Nepomucký, sochy a sloupy Panny Marie nebo Boží Trojice a sochy sv. Josefa. Častým materiálem, ze kterého byly tyto památky zhotovovány je červený pískovec. Zejména v obcích Havlovice, Batňovice, Rtyně v Podkrkonoší, ale i jinde. Sochy z tohoto materiálu, ne vždy však jenom z něho, byly barevně lakované. Dokud lak držel, pomníček nebyl ohrožen. Nejobtížnějším bylo pro pomníčky období kolektivizace, kdy bylo zrušeno soukromé vlastnictví pozemků, a nedostávalo se prostředků na opravu památky, případně natření. Nebyla to však jen nepřízeň počasí, která byla příčinou zkázy pomníčků, křížků a sošek stojících zejména v odlehlejších částech obcí. Jejich svržením byly přímo úkolovány svazácké organizace v padesátých letech 20. století. Největší pohromou prošly křížové cesty, které byly zřizovány jako poutní tumísta v zalesněných a kopcovatých částem obcí. Další příčinou zkázy mnoha památek byla ztráta původního vlastníka. Tato změna nastala ve velké části našeho okresu po odsunu německého obyvatelstva. Na dochovaných památkách s německým textem občas lze nalézt část tex odsekaného. Texty na pomnících by si zasloužily vůbec více pozornosti. Prozatím jen tolik, že je velký problém je přečíst vzhledem k rozpadu kamene i tehdy běžnému užívání typu písma švabachu, fraktury nebo kurentu. Podle stáří pomníku a území jsou buď v latině, češtině, němčině, avšak nejčastěji v jejich starobylých formách. Z pravidla se však jedná o citace z Bible, modlitby nebo přímluvy k svatým.

## Zhotovitelé památek
Určení sochařů je obtížné. Většina objektů je nepodepsaných, případně jejich jména v kameni zanikla. Zařazení díla do časového období usnadňuje touha donátorů zvěčnit svá jména v kameni s udaným roku vzniku. Jen ojediněle se z vytesaných vzkazů dovídáme motiv donátora. U pomníčků obětí válečných let je motiv jasný. Mnohé obce našeho okresu mají pomníček válečným obětem. Některé válečné pomníky zejména z I.svět války byly poničený ne-li zničeny zcela. Máme tu řadu pomníků z války Prusko–rakouské roku 1866, tyto jakož i smírčí kříže v níže uvedených rozborových tabulkách zahrnuty nejsou, mají svoje vlastní dokumentaristy z řad nadšenců. Rovněž hřbitovní pomníky v nich nejsou zahrnuty. Podle časové tabulky desetiletí lze sledovat nárůst památek v jednotlivých desetiletích. Nejvíce drobných památek vzniklo v druhé polovině 19. století. Nejpříznivější pro ně bylo desetiletí 1890 až 1899.

## Významné památky
Braun Matyáš Bernard sochy ctnosti a neřesti v Kuksu Archivováno 17. 1. 2016 na Wayback Machine., Jiří František Pacák sv. Floriána v Žireči Archivováno 5. 3. 2016 na Wayback Machine. nebo Mariánský sloup v Žacléři, Bílek František socha Jana Husa ve Verdeku[nedostupný zdroj].

## Drobné památky okresu trutnov v číslech a letech
| Sochař                     | Počet prací | Práce z let  |
| -------------------------- | ----------- | ------------ |
| Braun Matyáš Bernard       | 47          | 1715 až 1732 |
| Schwantner Emil            | 15          | 1920 až 1935 |
| Kühn Jos. aus Petzka       | 12          | 1823 až 1865 |
| Lukeš A. Nov. Paka         | 7           | 1890 až ?    |
| Pacák Jiří František       | 6           | 1725 až 1736 |
| Kuhn J.z Horní Brusnice    | 5           | 1887 až 1898 |
| Sucharda Antonín N.Paka    | 5           | 1873 až ?    |
| Wagner Heinrich Koniginhof | 5           | 1881 až 1903 |
| IK iniciályA               | 4           | 1746 až1836  |
| Rufs Joh.                  | 3           | 1867 až 1871 |
| Spatenka F. Trautenau      | 3           | 1890 až 1924 |
| AH                         | 2           | 1747 až 1764 |
| Botha                      | 2           | neurčeno     |
| Eipel                      | 2           | 1872 až 1899 |
| Kofranek F. aus Horitz     | 2           | 1863 až 1866 |
| Rufs J. Pilnikau           | 2           | 1873         |
| Staffa G. nebo J.G         | 4           | 1851 až 1860 |
| Sucharda I.z Nové Paky     | 1           | 1850         |
| Bílek František            | 1           | 1923         |
| Jan Brokof                 | 1           | 1652–1718    |
| Staffa Joh.                | 1           | 1851         |
| Staffa Joh. in Boronits    | 1           | 1900         |
| Staffa Fr.                 | 1           | 1906         |
| a další                    | 1           |              |

| Století  | Počet prací |
| -------- | ----------- |
| 13.      | 1           |
| 14.      | 3           |
| 16.      | 9           |
| 17.      | 25          |
| 18.      | 117         |
| 19.      | 388         |
| 20.      | 147         |
| 21       | 18          |
| neurčené | 660         |

| Desetiletí | Počet prací |
| ---------- | ----------- |
| neurčené   | 660         |
| 1600–1690  | 23          |
| 1700       | 10          |
| 1710       | 43          |
| 1720       | 29          |
| 1730       | 18          |
| 1740       | 5           |
| 1750       | 14          |
| 1760       | 12          |
| 1770       | 10          |
| 1780       | 8           |
| 1790       | 29          |
| 1800       | 23          |
| 1810       | 20          |
| 1820       | 25          |
| 1830       | 28          |
| 1840       | 31          |
| 1850       | 39          |
| 1860       | 46          |
| 1870       | 53          |
| 1880       | 56          |
| 1890       | 67          |
| 1900       | 51          |
| 1910       | 18          |
| 1920       | 44          |
| 1930       | 15          |
| 1940       | 9           |
| 1950       | 3           |
| 1960       | 2           |
| 1970       | 0           |
| 1980       | 0           |
| 1990       | 5           |
| 2000       | 11          |
| 2010       | 7           |

| Typ objektu                      | Počet |
| -------------------------------- | ----- |
| neurčené                         | 660   |
| kříž kamenný                     | 249   |
| smírčí kříž                      | 24    |
| kříž kovový                      | 134   |
| kříž dřevěný                     | 25    |
| socha kamenná                    | 232   |
| sloup kamenný                    | 22    |
| pomník-památník                  | 88    |
| podstavec                        | 92    |
| svržený-spadlý obj.              | 16    |
| kostel                           | 78    |
| kaple                            | 48    |
| kaplička-výklenek,ochranná kaple | 109   |
| relief-obraz-dom.výklenek        | 44    |
| dům či chalupa                   | 25    |
| rozhledna, výhled                | 68    |
| přírod. a tech. zajímavosti      | 78    |
| zaniklé objekty                  | 25    |
| tvrz, zřícenina                  | 10    |
| zámek                            | 7     |
| klášter                          | 4     |
| zvonice, zvonička                | 12    |
| křížová cesta, poutní místo      | 12    |
| boží muka                        | 56    |
| ostatní                          | 9     |

| Trutnov                | 172 |
| Kuks                   | 64  |
| Dvůr Králové nad Labem | 60  |
| Hajnice                | 53  |
| Rudník u Vrchlabí      | 50  |
| Horní Maršov           | 43  |
| Úpice                  | 37  |
| Chvaleč                | 34  |
| Mladé Buky             | 33  |
| Vítězná                | 32  |
| Žacléř                 | 32  |
| Pec pod Sněžkou        | 31  |
| Vrchlabí               | 29  |
| Černý Důl              | 26  |
| Jívka                  | 25  |
| Dolní Dvůr             | 23  |
| Kohoutov               | 23  |
| Velké Svatoňovice      | 23  |
| Vlčice                 | 22  |
| Kocbeře                | 22  |
| Svoboda nad Úpou       | 21  |
| Malé Svatoňovice       | 21  |
| Horní Kalná            | 20  |